# Harutaeographa fasciculata
Harutaeographa fasciculata är en fjärilsart som beskrevs av George Francis Hampson 1894. Harutaeographa fasciculata ingår i släktet Harutaeographa och familjen nattflyn. Inga underarter finns listade i Catalogue of Life.